# Фільтр низьких частот

Чотириполюсник із RC-фільтром

Амплітудно-частотна характеристика низькочастотного фільтру

Фі́льтр ни́зьких часто́т (англ. low-pass filter) — фільтр, який пропускає низькі частоти, та послаблює частоти, розташовані вище частоти зрізу фільтру (англ. cutoff frequency).

## RC фільтр
На малюнку праворуч зображена схема фільтру на основі RC-ланцюга, який відсікає високочастотні коливання. Реактивний опір конденсатора зменшується з частотою, а отже конденсатор пропускає тільки високочастотні сигнали, й тим краще, чим вища частота. У результаті на високих частотах конденсатор шунтує сигнал. На виході такого чотириполюсника залишиться лише сигнал низької частоти. 
Характерна частота RC фільтру: 
{\displaystyle \omega ={\frac {1}{RC}}}.

## Характеристики
Крутизна зрізу (англ. slope) (вимірюється у дБ/декада або дБ/октава) визначає зміну характеристики фільтра при переході від області пропускання до області редукції.

## Реалізація для дискретного часу
Існує багато цифрових фільтрів, які розроблені так, щоб повторювати характеристики фільтрів низьких частот. Широко використовуються як, рекурсивні фільтри так і фільтри із скінченною імпульсною характеристикою, а також фільтри із застосуванням перетворення Фур'є.

### Простий рекурсивний фільтр
Ефект рекурсивного фільтру низьких частот можна повторити на комп'ютері якщо проаналізувати поведінку RC фільтру в часовій області і після того дискретизвувати модель.

Простий RC-фільтр низьких частот

Із діаграми електричного кола, що праворуч, відповідно до Законів Кірхгофа і визначення ємності маємо:

| {\displaystyle v_{\text{in}}(t)-v_{\text{out}}(t)=R\;i(t)} | \| \| \| \| \| \| \| \| | (V) |
|                                                            |                         |     |
|                                                            |                         |     |

| {\displaystyle Q_{c}(t)=C\,v_{\text{out}}(t)} | \| \| \| \| \| \| \| \| | (Q) |
|                                               |                         |     |
|                                               |                         |     |

| {\displaystyle i(t)={\frac {\operatorname {d} Q_{c}}{\operatorname {d} t}}} | \| \| \| \| \| \| \| \| | (I) |
|                                                                             |                         |     |
|                                                                             |                         |     |
де {\displaystyle Q_{c}(t)} це заряд, що накопичується на ємності у момент часу {\displaystyle \scriptstyle t}. Підстановка рівняння Q у рівняння I дасть {\displaystyle \scriptstyle i(t)\;=\;C{\frac {\operatorname {d} v_{\text{out}}}{\operatorname {d} t}}}, що в свою чергу можна підставити в рівняння V, таким чином:
{\displaystyle v_{\text{in}}(t)-v_{\text{out}}(t)=RC{\frac {\operatorname {d} v_{\text{out}}}{\operatorname {d} t}}}
Це рівняння можна дискретизувати. Для простоти, припустимо що інтервали часу входу і виходу розподілені рівномірно в часі і мають довжину {\displaystyle \scriptstyle \Delta _{T}}. Нехай інтервали для {\displaystyle \scriptstyle v_{\text{in}}} задаються послідовністю {\displaystyle \scriptstyle (x_{1},\,x_{2},\,\ldots ,\,x_{n})}, а інтервали {\displaystyle \scriptstyle v_{\text{out}}} задаються послідовністю {\displaystyle \scriptstyle (y_{1},\,y_{2},\,\ldots ,\,y_{n})}, що відповідають однаковим точкам у часі.     Виконавши ці підстановки:
{\displaystyle x_{i}-y_{i}=RC\,{\frac {y_{i}-y_{i-1}}{\Delta _{T}}}}
І перевпорядкувавши ці терми, отримаємо рекурентне співвідношення
{\displaystyle y_{i}=\overbrace {x_{i}\left({\frac {\Delta _{T}}{RC+\Delta _{T}}}\right)} ^{\text{Input contribution}}+\overbrace {y_{i-1}\left({\frac {RC}{RC+\Delta _{T}}}\right)} ^{\text{Inertia from previous output}}.}
Це реалізація у дискретному часі простого RC фільтра низьких частот із експоненційно згладженим рухомим середнім
{\displaystyle y_{i}=\alpha x_{i}+(1-\alpha )y_{i-1}\qquad {\text{де}}\qquad \alpha :={\frac {\Delta _{T}}{RC+\Delta _{T}}}}
За визначенням, коефіцієнт згладжування {\displaystyle \scriptstyle 0\;\leq \;\alpha \;\leq \;1}. Вираз для {\displaystyle \scriptstyle \alpha } дозволяє отримати еквівалент для дискретного часту {\displaystyle \scriptstyle RC} для сталого періоду {\displaystyle \scriptstyle \Delta _{T}} і коефіцієнта згладжування {\displaystyle \scriptstyle \alpha }:
{\displaystyle RC=\Delta _{T}\left({\frac {1-\alpha }{\alpha }}\right)}
Пригадавши, що
{\displaystyle f_{c}={\frac {1}{2\pi RC}}} звідси {\displaystyle RC={\frac {1}{2\pi f_{c}}}}
тоді {\displaystyle \alpha } і {\displaystyle f_{c}} співвідносяться як:
{\displaystyle \alpha ={\frac {2\pi \Delta _{T}f_{c}}{2\pi \Delta _{T}f_{c}+1}}}
і
{\displaystyle f_{c}={\frac {\alpha }{(1-\alpha )2\pi \Delta _{T}}}}.
Якщо {\displaystyle \alpha \;=\;0.5}, стала {\displaystyle RC} дорівнює довжині інтервалів. Якщо {\displaystyle \alpha \;\ll \;0.5}, тоді {\displaystyle RC} набагато більша за інтервал, і {\displaystyle \Delta _{T}\;\approx \;\alpha RC}.
Рекурсивне рівняння для фільтра дозволяє розрахувати вихідні значення за даними інтервалами на основі вхідних значень і значення виходу на попередньому інтервалі. Наступний алгоритм на псевдокоді алгоритм моделює роботу фільтру низьких частот на послідовності цифрових даних:
```
 // Return RC low-pass filter output samples, given input samples,
 // time interval 
dt
, and time constant 
RC

 
function
 lowpass(
real[0..n]
 x, 
real
 dt, 
real
 RC)
   
var
 
real[0..n]
 y
   
var
 
real
 α := dt / (RC + dt)
   y[0] := α * x[0]
   
for
 i 
from
 1 
to
 n
       y[i] := α * x[i] + (1-α) * y[i-1]
   
return
 y
```

Цикл, який підраховує кожний результат для n можна спростити у його еквівалент:
```
   
for
 i 
from
 1 
to
 n
       y[i] := y[i-1] + α * (x[i] - y[i-1])
```

Це означає, що зміна одного вихідного відліку фільтру до значення наступного відліку пропорційна різниці між попереднім результатом і наступним входом.